# James Carter (músic de jazz)
James Carter (3 de gener de 1969) és un músic i compositor estatunidenc de jazz. És cosí de la violinista de jazz Regina Carter.
Carter va néixer a Detroit, Míchigan i va aprendre a tocar sota la tutela de Donald Washington, com a membre del seu conjunt de joves Bird-Trane-Sco-NOW!!. De jove, Carter va assistir al Campament de Belles arts del Llac Blau en Míchigan, sent el membre més jove. La seva primera visita a Europa (Escandinàvia) amb la International Jazz Band va ser en 1985, a l'edat de 16 anys.
El 31 de maig de 1988, en l'Institut d'Arts de Detroit (DIA), Carter es va unir d'últim minut com a artista convidat al grup de Lester Bowie, i va obtenir una invitació per a tocar amb el seu nou quintet a Nova York en l'ara desaparegut club de jazz, Carles I. Es va establir a Nova York dos anys més tard i des de llavors ha estat un intèrpret destacat en l'escena del jazz, tocant saxofon, flauta i clarinets.
En el seu àlbum Chasin' the Gypsy (2000) grava amb la seva cosina Regina Carter, reconeguda violinista de jazz.
Carter ha guanyat diversos anys els Critics i Readers Choice Awards de la revista Downbeat per a saxo baríton. Ha actuat, girat i tocat en àlbums amb Julius Hemphill, Frank Lowe & the Saxemble, Kathleen Battle, el World Saxophone Quartet, Cyrus Chesnut, Wynton Marsalis, Dee Dee Bridgewater i la Mingus Big band.
Carter és estudiós d'instruments antics i posseeix una col·lecció extensa d'ells, incloent un saxo tenor anteriorment tocat per Don Byas.

## Discografia

### Com a líder
- 1991: Tough Young Tenors: Alone Together
- 1994: JC on the Set (DIW)
- 1995: Jurassic Classics (DIW)
- 1995: The Real Quiet Storm (Atlantic)
- 1995: Duets (with Cyrus Chestnut)
- 1996: Conversin' with the Elders (Atlantic)
- 1998: In Carterian Fashion (Atlantic)
- 2000: Layin' in the Cut
- 2000: Chasin' the Gypsy
- 2003: Gardenias for Lady Day
- 2004: Live at Baker's Keyboard Lounge (amb David Murray, Franz Jackson i Johnny Griffin)[7]
- 2005: Out of Nowhere
- 2005: Gold Sounds (Tribut a Pavement amb Cyrus Chestnut, Ali Jackson & Reginald Veal)
- 2008: Present Tense
- 2009: Heaven on Earth (amb John Medeski, Christian McBride, Adam Rogers & Joey Baron)
- 2009: Skratyology (amb De Nazaaten)
- 2011: Caribbean Rhapsody[8]
- 2011: At the Crossroads
- 2019: Live From Newport Jazz

### Com sideman
Amb Karrin Allyson
- Ballads: Remembering John Coltrane (Concord Jazz, 2001)

Amb el Art Ensemble of Chicago
- Salutes the Chicago Blues Tradition (AECO, 1993)

Amb Ginger Baker and the DGQ20
- Coward of the County (Atlantic, 1999)

Amb Kathleen Battle
- Sota Many Stars (Sony Classical, 1995)

Amb Hamiet Bluiett
- Libation for the Baritone Saxophone Nation (Justin Time, 1998)
- Bluiett Baritone Saxophone Group Live at the Knitting Factory (Knitting Factory, 1998)

Amb el Lester Bowie's Nova York Organ Ensemble
- The Organizer (DIW, 1991)
- Funky T. Cool T. (DIW, 1992)

Amb Dee Dee Bridgewater
- Eleanora Fagan (1915-1959): To Billie with Love from Dee Dee Bridgewater (EmArcy, 2010)

Amb Regina Carter
- Motor City Moments (Verve, 2000)

Amb Cyrus Chestnut
- Cyrus Chestnut (Atlantic, 1998)

Amb Jayne Cortez & The Firespitters'
- Cheerful & Optimistic (Bola Press, 1994)

Amb Benny Golson
- Tenor Legacy (Arkadia Jazz, 1998)

Amb Herbie Hancock
- Gershwin's World (Verve, 1998)

Co el Julius Hemphill Sextet
- Fat Man and the Hard Blues (Black Saint, 1991)
- Five Chord Stud (Black Saint, 1994)

Amb D. Sr. Jackson
- Paired Down Volume One (Justin Time, 1997)
- Anthem (RCA Victor, 2000)

Amb Ronald Shannon Jackson
- What Spirit Say (DIW, 1994)
- Live in Warsaw (Knit Classics, 1994 [1999])

Amb Wynton Marsalis
- Blood on the Fields (Columbia, 1995)

Amb Christian McBride
- SciFi (Verve, 2000)

Amb Liz McComb
- Brassland (GVE/LMC, 2013)

Amb Marcus Miller
- M² (Telarc, 2001)

Amb Jonc Onishi
- Baroque (Verve, 2010)

Amb Madeleine Peyroux
- Dreamland (Atlantic, 1996)

Amb Odean Pope
- Odeans List (In+Out, 2009)

Amb Steve Turre
- TNT (Trombone-N-Tenor) (Telarc, 2001)

Amb Roseanna Vitro i Kenny Werner
- The Delirium Blues Project: Serve or Suffer (Half Note, 2008)

Amb Rodney Whitaker
- Children of the Light (DIW, 1996)
- Hidden Kingdom (DIW, 1997)

Amb el World Saxophone Quartet
- Yes We Can (Jazzwerkstatt, 2010)